# إنزو ماري
إنزو ماري (31 ديسمبر 1932 - 19 أكتوبر 2020)، هو مصمم ومهندس معماري إيطالي، ولد في 1932 في نوفارا في إيطاليا.

## وصلات خارجية
- إنزو ماري على موقع مونزينجر (الألمانية)